# علامة باستيان-برونز
علامة باستيان–برونز (بالإنجليزية: Bastian–Bruns sign)‏ أو قانون باستيان-برونز (بالإنجليزية: Bastian-Bruns law)‏، هو فقدان توتر العضلة والفعل المنعكس للوتر العميق في الأطراف السفلية في حالة حدوث قطع كامل في النخاع الشوكي فوق مستوى التضخم القطني.
سميت العلامة تيمنا بـهنري تشارلتون باستيان ولودفيغ برونز.

## وصلات خارجية
Bastian-Bruns law or sign على قاموس من سمى هذا؟